# Colli d'Imola
Colli d'Imola è la denominazione di origine controllata di un vino prodotto nella città metropolitana di Bologna.

## Zona di produzione
La zona di produzione delle uve comprende le aree vitate presenti nei comuni di Fontanelice, Borgo Tossignano, Casalfiumanese, Imola, Dozza, Castel San Pietro Terme e Ozzano dell’Emilia limitate a nord dalla strada statale n. 9 Emilia, nella città metropolitana di Bologna.
Fanno parte dell'albo i vigneti iscritti alla DOCG Romagna Albana e alla DOC Romagna nelle tipologie "Sangiovese" e "Trebbiano", purché ubicati nella zona di produzione e rispondenti alla corrispondente composizione varietale.

## Storia
La viticoltura sui colli imolesi è attestata sin da epoca medioevale. Nel 1885 viene fondata una cantina sperimentale, che favorisce la nascita di una viticoltura di qualità.
Nel 2014 la tipologia "Pignoletto" viene stralciata e accorpata come sottozona alla DOCG Colli Bolognesi Classico Pignoletto.

## Tecniche di produzione
Le operazioni di vinificazione devono essere effettuate nell'area delimitata; tenuto conto di situazioni pregresse, sono consentite nell'intera provincia di Bologna. Per la tipologia "frizzante" le successive attività sono autorizzate nelle province di Bologna, Forlì, Ravenna e Modena.
Il 50% del vino destinato alla tipologia "novello" deve provenire dalla macerazione carbonica.
Il millesimo deve apparire in etichetta nelle bottiglie fino a cinque litri. Sono vietati il tappo a corona e il tappo a vite; nelle versioni frizzanti è obbligatorio il tappo a fungo di sughero con gabbietta. Per tutte le tipologie sono consentiti i tradizionali contenitori in ceramica.

## Disciplinare
La DOC è stata approvata con DM 01.07.1997 G.U. 156 

Successivamente il disciplinare ha subito le seguenti modifiche:
- DM 25.07.2002 G.U. 189
- DM 30.11.2011 G.U. 295
- DM 07.03.2014 pubblicato sul sito ufficiale del Mipaaf
- Provv. dir. 20.08.2014

La versione in vigore è stata approvata con GUCE n. C 225 del 05.07.2019 pubblicato sul sito ufficiale del Mipaaf

## Tipologie
Per tutti i vini è prevista la menzione "vigna", per ottenere la quale la produzione a ettaro deve essere inferiore del 20%.

### Bianco
È prevista anche la versione "frizzante".
|                                | bianco                            | bianco superiore                  |
| uvaggio                        | uve a bacca bianca non aromatiche | uve a bacca bianca non aromatiche |
| titolo alcolometrico minimo    | 11,00% vol.                       | 11,50%vol.                        |
| acidità totale minima          | 5,00 g/l.                         | 4,50 g/l.                         |
| estratto secco minimo          | 16,00 g/l                         | 18,00 g/l.                        |
| resa massima di uva per ettaro | 120 q.                            | 110 q.                            |
| resa massima di uva in vino    | 70%                               | 70%                               |

### Rosso
È prevista la menzione "riserva", previo invecchiamento di 18 mesi, di cui 2 facoltativamente in botti di legno.

È inoltre prevista la versione "Novello"
|                                | rosso                            | rosso riserva                                        | rosso novello                    |
| uvaggio                        | uve a bacca rossa non aromatiche | uve a bacca rossa non aromatiche                     | uve a bacca rossa non aromatiche |
| titolo alcolometrico minimo    | 11,50% vol.                      | 11,50% vol.                                          | 11,00% vol.                      |
| zuccheri residui massimi       | -                                | 4 g/l                                                | 10 g/l                           |
| acidità totale minima          | 4,50 g/l.                        | 4,50 g/l.                                            | 4,50 g/l.                        |
| estratto secco minimo          | 20,00 g/l.                       | 20,00 g/l.                                           | 18,00 g/l.                       |
| resa massima di uva per ettaro | 100 q.                           | 100 q.                                               | 100 q.                           |
| resa massima di uva in vino    | 70%                              | 70%                                                  | 70%                              |
| invecchiamento                 | -                                | 8 mesi, di cui 2 facoltativamente in botti di legno. |                                  |

### Sangiovese
È prevista la menzione "riserva", previo invecchiamento di 18 mesi, di cui 2 facoltativamente in botti di legno.
| uvaggio                        | Sangiovese minimo 85% |
| titolo alcolometrico minimo    | 11,50%                |
| zuccheri residui massimi       | 4,00 g/l.             |
| acidità totale minima          | 4,50 g/l.             |
| estratto secco minimo          | 20,00 g/l             |
| resa massima di uva per ettaro | 100 q.                |
| resa massima di uva in vino    | 70%                   |

### Cabernet Sauvignon
È prevista la menzione "riserva" previo invecchiamento di 18 mesi, di cui 2 facoltativamente in botti di legno.
| uvaggio                        | Cabernet Sauvignon 85% minimo |
| titolo alcolometrico minimo    | 11,50%                        |
| zuccheri residui massimi       | 4,00 g/l                      |
| acidità totale minima          | 4,50 g/l.                     |
| estratto secco minimo          | 20,00 g/l                     |
| resa massima di uva per ettaro | 90 q.                         |
| resa massima di uva in vino    | 70%                           |

### Barbera
È prevista la versione "frizzante"
| uvaggio                        | Barbera 85% minimo |
| titolo alcolometrico minimo    | 11,50%             |
| acidità totale minima          | 4,50 g/l.          |
| estratto secco minimo          | 18,00 g/l          |
| resa massima di uva per ettaro | 100 q.             |
| resa massima di uva in vino    | 70%                |

### Trebbiano
È prevista la versione "frizzante"
| uvaggio                        | Trebbiano romagnolo 85% minimo |
| titolo alcolometrico minimo    | 11,00%                         |
| acidità totale minima          | 5,00 g/l.                      |
| estratto secco minimo          | 16,00 g/l                      |
| resa massima di uva per ettaro | 120 q.                         |
| resa massima di uva in vino    | 70%                            |

### Chardonnay
È prevista la versione "frizzante"
| uvaggio                        | Chardonnay 85% minimo |
| titolo alcolometrico minimo    | 11,50%                |
| acidità totale minima          | 4,00 g/l.             |
| estratto secco minimo          | 16,00 g/l             |
| resa massima di uva per ettaro | 100 q.                |
| resa massima di uva in vino    | 70%                   |